# پروبلماتیزه‌کردن
پروبلماتیزه‌کردنِ یا مسئله‌سازی (به انگلیسی: Problematization) یک اصطلاح، نوشته، عقیده، ایدئولوژی، هویت یا شخص به این معناست که عناصر عینی یا وجودی افراد درگیر در آن را به‌عنوان چالش‌هایی (مسئله‌ها) در نظر بگیریم که افراد درگیر را به دگرگون کردن آن موقعیت‌ها دعوت می‌کنند. این روشی برای آشنایی زدایی از عقل سلیم است.
پروبلماتیزه‌کردن یک تفکر انتقادی و گفتگو یا فرایند پرورشی است و ممکن است اسطوره زدایی تلقی شود. به جای اینکه دانش رایج (افسانه) یک موقعیت را بدیهی تلقی کنیم، پروبلماتیزه‌کردن آن دانش را به عنوان یک مسئله مطرح می‌کند و اجازه می‌دهد دیدگاه‌ها، خودآگاهی، تأمل، امید و کنش جدید پدیدار شود.
چیزی که ممکن است پروبلماتیزه‌کردن را از دیگر اشکال نقد متفاوت کند، هدف، زمینه و جزئیات آن است، نه قوت و ضعف یک استدلال. مهم‌تر از آن، این نقد درون زمینه یا استدلال اصلی صورت نمی‌گیرد، بلکه آن را ترک می‌کند، آن را دوباره ارزیابی می‌کند و منجر به اقدامی می‌شود که وضعیت را تغییر می‌دهد. به جای پذیرش موقعیت، فرد از آن بیرون می‌آید و دیدگاه کانونی‌شده را کنار می‌گذارد.
مثلاً برای پروبلماتیزه‌کردن یک عبارت، شخص سؤالات ساده‌ای می‌پرسد:
- چه‌کسی این نظر را اظهار می‌کند؟
- مقصود از آن کیست؟
- چرا این بیانیه اکنون، این‌جا طرح می‌شود؟
- این بیانیه به نفع کیست؟
- به که آسیب می‌رساند؟

در برخی از متون فارسی، از عبارت «مسئله‌مندی» یا «مسئله‌مند کردن» به عنوان معادل فارسی این عبارت استفاده شده است. 